# 佘敬中
佘敬中（1526年—1606年），字子惺，號内斋，直隸池州府銅陵縣人，軍籍，明朝政治人物。

## 生平
嘉靖三十四年（1555年）乙卯科應天府鄉試第十八名。嘉靖三十八年（1559年）己未科進士。授武昌府推官，历官吏部郎中，隆慶元年（1567年）正月升广西布政使司右参政，四年二月官至廣東按察使，五年正月考察罢黜。卒年八十一。

## 家族
曾祖佘理；祖父佘永江，義官；父佘傑，知縣。母吳氏；繼母羅氏。